# Усть-Илинское сельское поселение
Усть-Илинское се́льское поселе́ние — муниципальное образование в Акшинском районе Забайкальского края Российской Федерации.
Административный центр — село Усть-Иля.

## История
Статус и границы сельского поселения установлены законом Читинской области от 19 мая 2004 года «Об установлении границ, наименований вновь образованных муниципальных образований и наделении их статусом сельского, городского поселения в Читинской области».

## Население
| 2010 | 2011 | 2012 | 2013 | 2014 | 2015 | 2016 |
| ---- | ---- | ---- | ---- | ---- | ---- | ---- |
| 551  | ↘550 | ↘541 | ↘527 | ↗528 | →528 | ↘527 |
| 2017 | 2018 | 2019 | 2020 | 2021 |      |      |
| ↘522 | ↘503 | ↘481 | ↘463 | ↘374 |      |      |

## Состав сельского поселения
| № | Населённый пункт | Тип населённого пункта       | Население |
| - | ---------------- | ---------------------------- | --------- |
| 1 | Усть-Иля         | село, административный центр | ↘374      |